# GNOME Foundation
GNOME Foundation — неприбуткова організація, розташована у місті Кембридж, штат Массачусетс, США, котра координує роботу над розробкою проєкту GNOME.